# Flapjack
Pour les articles homonymes, voir Flapjack (homonymie).

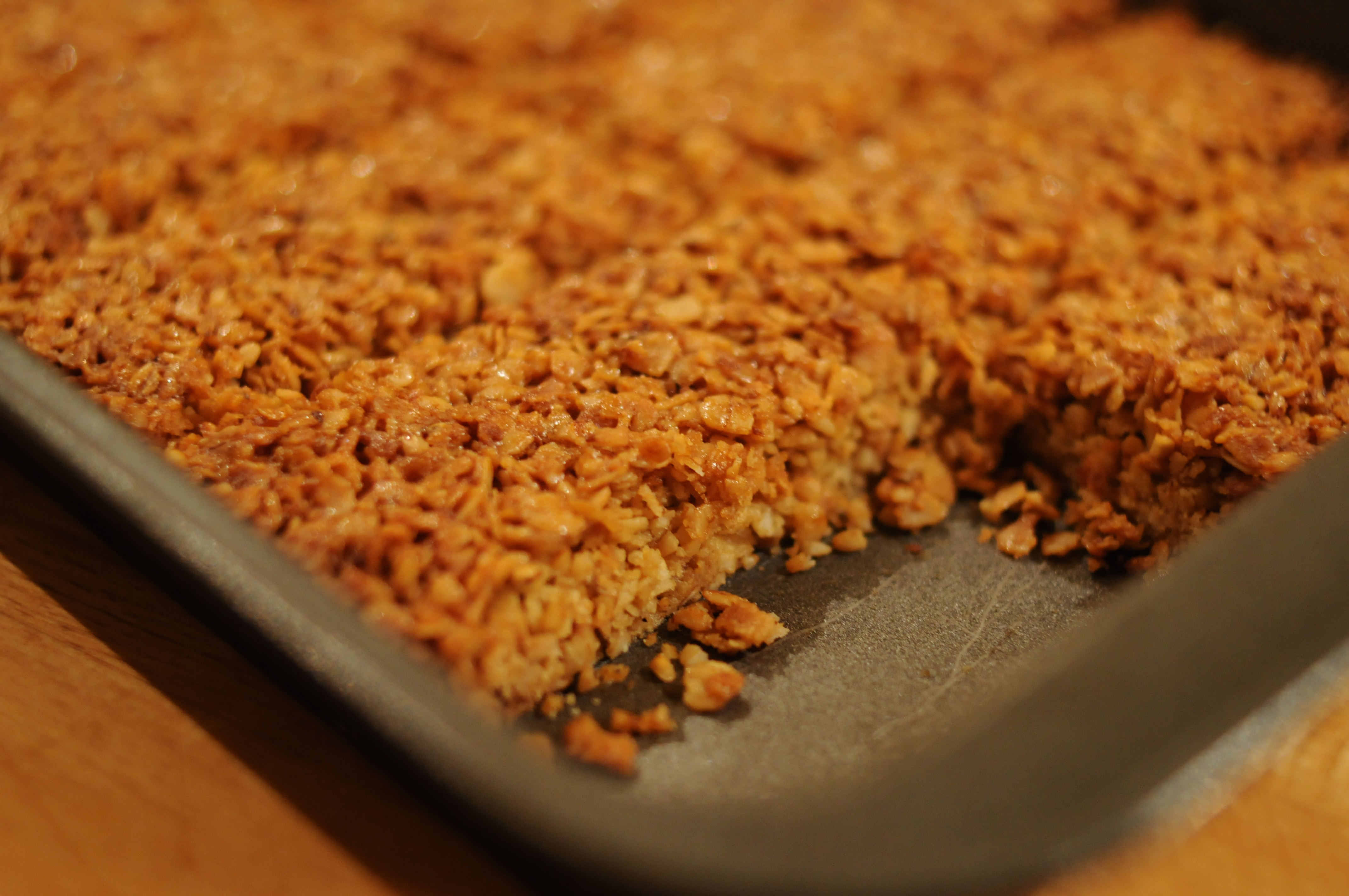
Un flapjack dans son plat, déjà découpé.

Un flapjack est un gâteau d'origine britannique, ressemblant à une barre énergétique. Il est composé de flocons d'avoine, de beurre, de sucre roux et de golden syrup.

## Caractéristiques culturelles
Aux États-Unis, le terme désigne un pancake.
Les Britanniques, Irlandais, etc.[pas clair], utilisaient l'avoine pour fabriquer leurs barres de céréale. Le mot flapjack est apparu à partir du XVIe siècle. L'avoine avait déjà été utilisée mais sous différentes formes : gâteau à l'avoine mélangé avec du beurre, du miel, etc.
Le flapjack est mentionné dans l'une des pièces de Shakespeare[Laquelle ?].